# وارن هوبرگ
وارن وودرو هوبرگ(به انگلیسی: Warren Woodrow) (زاده ۱۶ سپتامبر ۱۹۸۵) یک مهندس آمریکایی و فضانورد ناسا است.

## زندگی شخصی و تحصیل
وارن هوبرگ در ۱۶ سپتامبر ۱۹۸۵ در  پیتسبورگ، پنسیلوانیا از خانواده جیم و پگی هوبرگ به دنیا آمد. 
او از دبیرستان نورث آلگنی فارغ التحصیل شد و در سال ۲۰۰۸ مدرک لیسانس علوم هوانوردی و فضانوردی را در مؤسسه فناوری ماساچوست دریافت کرد. او در سال ۲۰۱۱ مدرک کارشناسی ارشد و پس از آن دکترا گرفت.

## حرفه در ناسا
در سال ۲۰۱۷، هوبورگ به عنوان کاندیدای فضانوردی در گروه ۲۲ نفر فضانوردی ناسا انتخاب شد و آموزش دو ساله را در اوت آغاز کرد. در دسامبر ۲۰۲۰، او به عنوان یکی از هجده فضانورد ناسا انتخاب شد که به عنوان بخشی از برنامه فضایی آرتمیس برای ماموریت ماه در سال ۲۰۲۴ انتخاب شد. 

او به عنوان خلبان خدمه سرنشین دار اسپیس ایکس در سال ۲۰۲۳ انتخاب شد.